# Wokha
Wokha är en ort i Indien.   Den ligger i distriktet Wokha och delstaten Nagaland, i den östra delen av landet, 1 700 km öster om huvudstaden New Delhi. Wokha ligger 1 385 meter över havet och antalet invånare är 54 010.
Terrängen runt Wokha är bergig österut, men västerut är den kuperad. Wokha ligger uppe på en höjd. Runt Wokha är det ganska tätbefolkat, med 56 invånare per kvadratkilometer. Det finns inga andra samhällen i närheten. I omgivningarna runt Wokha växer i huvudsak städsegrön lövskog.